# ゲイリー・ヴィッティ
ゲイリー・ヴィッティ（Gary Vitti、1957年1月14日 - ）は、ロサンゼルス・レイカーズのスタッフとして活躍するアメリカ合衆国のアスレティックトレーナー。コネチカット州サンフォード生まれ。
彼の祖父はイタリア・フロジノーネ県セッテフラーティからアメリカに移民したが、今でも毎年そこの実家で夏休みを過ごしている。

## 概要
スポーツ界の中で偉人と考えられているヴィッティは、アメリカ史上に最も長く勤めているプロのトレーナーで、有名なバスケットボール選手コービー・ブライアントのパーソナルトレーナーを務めている。彼自身によると、パーソナルトレーナーは単なるトレーナーとしての役割にとどまらず、管理人と選手の間の懸け橋となること、選手のための心理学者となること、栄養士となることなどで成り立つ。NBATA財団とNATA Annual Blood Driveの創設者。
2つの映画（1994年の『Blue Chips』と2001年の『ESPN SportsCentury』）で自分自身を演じて演出した。現在は2人の娘、妻マーサと一緒にロサンゼルス・マンハッタンビーチに住んでいる。また、英語と日本語の著書があり、『Sports Medicine Digest』のコラムニストとして記事などを載せた。